# Xanthorhoe satanaria
Xanthorhoe satanaria là một loài bướm đêm trong họ Geometridae.